# 卡德阿尔-达席尔瓦
卡德阿尔-达席尔瓦（葡萄牙語：Cardeal da Silva）是巴西巴伊亚州的一个市镇。总面积184.859平方公里，总人口8233人，人口密度44.5人/平方公里。